# Simeon Polockij
Simeon Polockij, vlastním jménem Samuil Jemeljanóvič nebo Samuil Gavrilovič Petrovskij-Sitnianovič (12. prosinec 1629, Polock – 4. září 1680, Moskva) byl spisovatel a řecko-katolický kněz. Je řazen do ruské, ukrajinské i běloruské literatury. Reprezentant osvícenství a baroka současně. Byl prvním profesionálním spisovatelem v Rusku, navázala na něj celá jedna básnická škola. Jako první v ruské literatuře užil sylabický verš.
Nejvýznamnější je jeho sbírka Mnohokvětná zahrada (Věrtograd mnogocvětnyj), která má až charakter veršovaného slovníku, neboť zachycuje mnoho faktů o historii, geografii, zoologii či medicíně. Proslul též vizuálními experimenty s textem, když psal verše do obrazců (srdce, číše, orel, kříž, hvězda ap.) Napsal spis proti rozkolnictví pod názvem Žezlo vlády.
Významné je také jeho dílo pedagogické. Byl iniciátorem založení Slovanské řecko-latinské akademie v Moskvě, první vysoké školy na moskevské Rusi. Od roku 1664 byl též vychovatelem v carské rodině. Ve svých pedagogických názorech byl patrně ovlivněn dílem Jana Amose Komenského (zejm. spisy Obed duševnyj, 1681 a Večerja duševnaja, 1683). Přispěl též k rozvoji ruského divadla, když roku 1672 otevřel první dvorní divadlo v Rusku. Napsal též první divadelní hry v ruštině, zejména Komedija pritči o bludnom syne.